# Дауровка
Дауровка — деревня в Яшкинском районе Кемеровской области, входит в Ленинское сельское поселение.

## География
Дауровка расположена в северной части Кемеровской области,  в центре Яшкинского района, в 18 км к западу от райцентра Яшкино. В деревне 2 улицы — Лесная и Центральная
Соседние сёла: Ботьево в 10 км на восток, Верх-Иткара в 10 км на север и Соломатово в 10 км на восток.
Абсолютная высота 199 метров над уровня моря
. По другим данным, высота над уровнем моря 205 м. 

## Население
| 2010 |
| ---- |
| 44   |

## Инфраструктура
Нет данных

## Транспорт
Просёлочные дороги.
Ближайшая железнодорожная станция — Платформа 3513 км Транссиба — примерно в 14 км